# 范道生

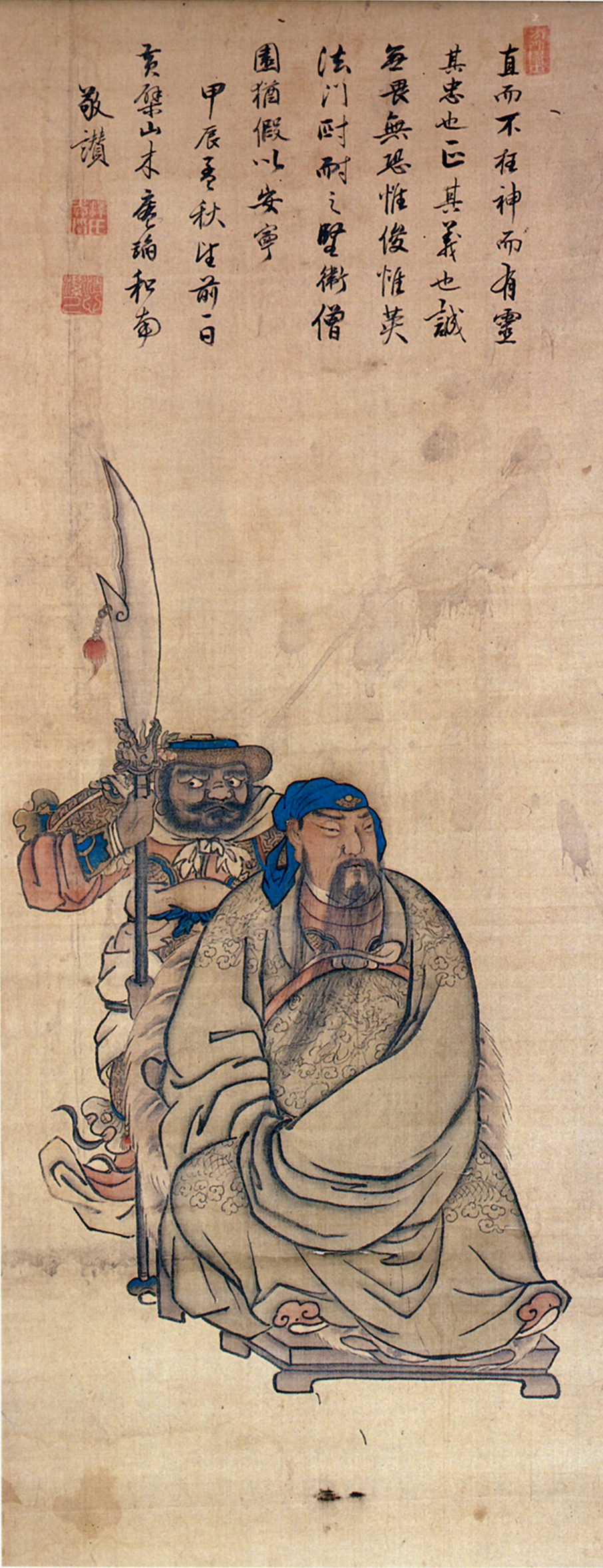
関帝像 1664年 聖福寺

范 道生（はん どうせい、崇禎10年（1637年）12月23日 - 寛文10年（1670年）11月2日）は、中国清代の仏師。日本に渡来し、萬福寺などで仏像彫刻する傍らで画もよくした。
字を石甫、通称印官。清源山人と号した。福建省泉州府晋江県安海の人。

## 略伝
官に仕え印官の職にあったことで印官范道生と呼ばれた。万治3年（1660年）に、蘊謙戒琬の招きに応じて長崎に渡来し福済寺に寓居して仏像を彫った。寛文3年（1663年）、隠元隆琦に請われ萬福寺に上り、弥勒菩薩像・十八羅漢像などを製作する。また隠元の彫像をチーク材で製作している。仏像彫刻のかたわらで道釈人物図などを好んで画いた。寛文5年（1665年）、父賛公の70歳を祝うため長崎にから便船に乗って広南に帰省。
寛文10年（1670年）に再来日したが、長崎奉行所は入国を許可せず、木庵性瑫が図南や瑞峰を使いに出して調停したが不調に終わる。同年11月2日、船中で吐血し病没する。享年36。崇福寺に葬られた。

## 作品
仏像
- 「弥勒菩薩像」萬福寺
- 「韋駄天像」
- 「十八羅漢像」
- 「観音菩薩像」

絵画
- 「達磨・韋駄天・華光菩薩像」福聚寺
- 「関帝像」木庵賛　聖福寺
- 「羅漢図」木庵賛　萬福寺